# Inmaculada (Museo Arqueológico Provincial de Orense)
La Inmaculada es una obra realizada por Juan de Juni hacia 1577. Está ubicada en la sala de exposiciones de San Francisco de Orense (Galicia, España).

## Historia

### Inés Pérez de Belmonte
Hay constancia documental de que la imagen fue encargada por Inés Pérez de Belmonte, una dama de la alta sociedad orensana del siglo xvi. Inés era hija de Fernán Álvarez de Belmonte, señor del coto de Solveira y Belmonte, Pazos de San Clodio, Picouto y Cotorrino, además de patrón del beneficio de San Miguel de Calvelle y regidor del ayuntamiento de Orense, quien la concibió junto a su primera esposa, María Ximénez. Inés tenía un hermano mayor fruto de este matrimonio, el cardenal Pedro Álvarez de Belmonte, casado con Catalina de Quirós y Soutomaior,: 120  con quien procrearía seis hijos: Alonso Álvarez Belmonte, Luis de Andrade, Pedro Bermúdez, Álvaro de Soutomaior, María de Quirós (casada con Gil Soutelo, miembro de la Casa de Xocín) y Ana de Soutomaior.: 254 
De la vida de Inés se conocen muy pocos datos hasta su primer matrimonio. Para 1558, ya fallecida Ximénez, Fernán figura casado con Antonia de Novoa Fernando Álvarez, con quien concibió otros dos vástagos: Pedro Álvarez el Mozo (emigrado a América en 1581) y Petronila Novoa Belmonte (casada con Francisco Soutelo, señor de Xocín), ambos menores de 14 años cuando Fernán murió en 1560 sin haber hecho testamento. Inés vivió esta parte de su vida recibiendo una exquisita educación, muy diferente a la instrucción de su hermano en Salamanca, tal y como afirmaría a lo largo de su existencia. En 1553 contrajo matrimonio con el amigo y socio de su padre Rodrigo «Roi» Vázquez Enríquez, regidor y dueño de varios inmuebles tanto en la ciudad como en diversas áreas rurales, entre ellas Castro Caldelas y Ginzo de Limia. Rodrigo murió asesinado el mismo año de la boda, siendo acusado en calidad de inductor Diego de Oca Sarmiento, señor de Celme; residente en el pazo de Oca Valladares (actual Liceo de Orense), Inés sostuvo pleitos con él por tres años, tras lo cual lo perdonaría, desposándose con Oca en julio de 1557. La dote aportada por su padre fue espléndida ya que la misma consistió en la exorbitante cifra de 5000 ducados, cantidad que Fernán había entregado cuando Inés se casó con Rodrigo, si bien solo procedió a pagar 2000 al contado, comprometiéndose a entregar el resto en un plazo de cinco años, trato que no llegaría a cumplir por su muerte tres años después de la boda, lo que provocó que su hermano Pedro tuviese que hacerse cargo de los pagos, los cuales serían objeto de reclamaciones por parte de ambos cónyuges.: 120–124 
El matrimonio duró veinte años, tiempo en que, por ende, Inés estuvo vinculada a la Casa de Oca, siendo prácticamente nula su relación con Pedro, quien terminaría abandonando la carrera eclesiástica en 1564, conociéndose que ya estaba casado para 1570. La vida de Inés transcurrió entre el pazo de Oca Valladares y el pazo de Afonsas (Celme); como dama importante de la época, se ocupó de su esposo, sus hijos, y de atender ambas casas, resultando problemática la de Afonsas debido a una mala administración fruto de la deslealtad de los vasallos que trabajaban en ella. Esta tranquila existencia terminó abruptamente con el deceso de su marido entre diciembre de 1577 y enero de 1578, hecho que daría lugar a nuevas disputas por la herencia, los derechos de las casas, las dotes de las hijas, la alimentación de los hijos, los negocios, etc. Respecto a su descendencia, de su primer matrimonio solo tuvo un hijo, el cual nació en 1554: Pedro Vázquez Enríquez, quien en 1571 se casaría con Leonor Díaz de Cadórniga, terminando sus días sumido en la locura. Con Oca procrearía cinco vástagos más: Inés, Diego, Suero, Francisca y Rodrigo, a los que había que añadir los dos hijos del primer matrimonio de Oca, uno de los cuales, Álvaro, heredaría el cargo de su progenitor a la muerte de este. El deceso de Oca pondría fin no solo a la tranquila vida de Inés sino también a su bienestar económico ya que se vio obligada a abandonar el lujoso y amplio pazo de Oca Valladares por una modesta casa en Porta da Aira, en la parroquia de la Trinidad, la cual contaba con jardín y bodega; esta vivienda la compró en 1580 a los herederos de Camila de Puga y Vasco Colmenero, ambos vecinos de Gudes (Ginzo de Limia). Aunque se desconoce la fecha de su muerte, se sabe que Inés ya había fallecido para 1596 puesto que así figura en una de las cláusulas del testamento del vecino de Orense Juan González del Valle: «[…] mando me entierren en la iglesia de Trinidad desta ciudad, junto a las rejas de la puerta de la Capilla Maior de la dicha Iglesia, de la parte de fuera hacia la mano derecha, adonde solía asentar Ynés Pérez de Velmonte, difunta».: 124 

### Origen
La primera referencia sobre la imagen aparece en el testamento de Juni, redactado en Valladolid el 8 de abril de 1577, según el cual la talla fue elaborada por encargo de Inés para su capilla funeraria, sita en la iglesia del Convento de San Francisco de Orense:

[...] declaro se me deben çinquenta ducados de la hechura de una ymajen de nuestra señora de ña conzebçion que hize para la çiudad de orense que al presente tengo en mi poder [...] y se hizo por mandado de la señora ines perez de belmonte vezina de la dicha çiudad mando se cobren los dichos çinquenta ducados y se les entrege la dicha ymajen [...].

El hecho de que Juni falleciese el 10 de abril pone de manifiesto que el escultor nunca llegó a cobrar en vida por este trabajo, debiendo ser su viuda María de Mendoza o tal vez su hijo Isaac quienes recibieron el pago. La muerte del artista al poco de terminar la obra deja entrever además que la talla corrió el riesgo de quedar inacabada, mientras que el deceso de Oca menos de un año después permite dilucidar que de haber fallecido solo unos meses antes tal vez Inés no hubiese podido afrontar el pago dada la precariedad económica en la que se vio sumida al enviudar, lo que con seguridad hubiera derivado en la no entrega de la pieza, que en consecuencia se habría quedado en el taller del escultor y, quizá permanentemente, en Valladolid, si bien cabe resaltar que los 50 ducados plasmados en el testamento no constituían el total del importe sino la parte restante del mismo.: 68 
La imagen sería mencionada por segunda y última vez en un documento con fecha del 24 de junio de 1599 en el que, entre otros, se solicita a Francisco de Moure que tome la Inmaculada como modelo para la hechura de una talla de la Virgen destinada al convento, gracias a lo cual se conoce que para ese entonces la imagen no se encontraba en la capilla funeraria sino en la sacristía:

Marina de Neyra, viuda que finco de Antonio Pereira, escribano real, vezina de la dicha ziudad de la una parte y Francisco de Moure, escultor, vezino asimismo della de la otra y se conçertaron y convinieron en que el dicho Francisco de Moure a de hazer a la dicha Marina de Neyra un retablo de Nra. Sra. para poner en la yglesia y monasterio de S. Françisco desta dicha çiudad, en el pilar y parte della donde al presente esta la figura de la Bisitaçion, digo de la Salutaçion de Nra. Sra. en el qual a de aber 3 cajas, 1 prinçipal y 2 colaterales, y en la prinçipal a de aber la ymagen de Nra. Sra. de la Conçepçion de 6 palmos de alto, del tamaño, echura y traça que es la otra ymagen de la madre de Dios que fue de Ynes Perez de Belmonte que al presente esta en la sacrestia del dicho monesterio y en las 2 a de aber a la parte izquierda 1 figura de S. Josep y a la derecha otra de S. Çiprian, cada una dellas de cuatro palmos de alto y todo lo demas del dicho retablo se ha de hazer de esenblaje con sus remates y colunas conforme a la traza que se exhibio ante mi escribano.: 272–273 

### Desamortización

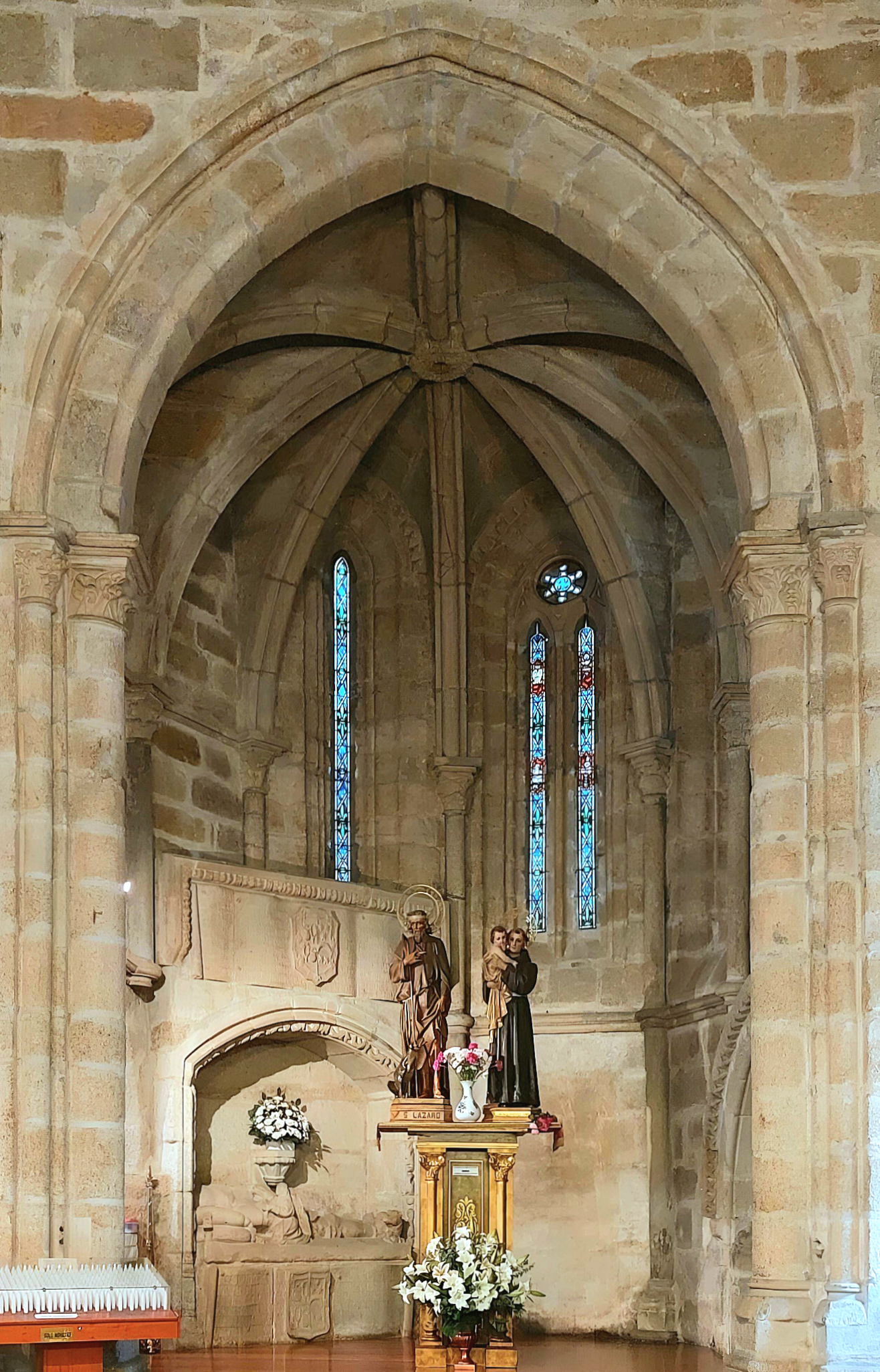
Capilla absidal de la epístola de la Iglesia de San Francisco de Orense.

Tras la desamortización del Convento de San Francisco en 1835, la iglesia quedó sin culto aunque todavía en posesión del obispado por deseo de la reina regente María Cristina. Por su parte, el ayuntamiento de la ciudad, propietario del cenobio, cedió las instalaciones el 25 de abril de 1843 al Ejército, que ese mismo año las convirtió en cuartel de infantería (tras lo cual el edificio pasó a denominarse Cuartel de San Francisco), trasladándose en 1844 desde La Coruña un batallón al mando del teniente coronel Ángel Martín Mouriño. En 1883 se procedió a la redacción de un proyecto firmado por el coronel, comandante y capitán Gerardo Dorado y Gómez destinado a restaurar el cuartel, procediéndose a elaborar hacia 1905 un memorándum firmado por el comandante Bonifacio Menéndez Conde en el cual se detallan las obras necesarias para la reparación de las instalaciones, efectuadas con el fin de poder albergar un batallón de infantería que se instaló en el cuartel ese mismo año. Por su parte, la Venerable Orden Tercera, sita en la calle Ervedelo, se ocupó de la Iglesia de San Francisco desde 1867 hasta 1920, tras lo cual quedó abandonada durante casi una década, siendo trasladada en 1928 a su ubicación actual, si bien para entonces gran parte de sus bienes habían sido desperdigados por diversas zonas de la capital, siendo la talla de la Inmaculada conducida al Museo Arqueológico Provincial en 1942 por disposición de la Comisión de Monumentos de Orense, donde figura con el número de inventario 285.

### Emplazamiento
Pese a la ausencia de una descripción de la Iglesia de San Francisco antes de ser trasladada a su actual emplazamiento, se conoce que existieron en el templo las siguientes capillas: Villajuán, Alonso de Castro (Nuestra Señora o San Ildefonso), San Juan Bautista, Buen Jesús o Niño Jesús y San Amaro, San Benito, Nuestra Señora de la Anunciación, San Francisco Blanco, San Juan Evangelista, Nuestra Señora de la Misericordia o la Nueva, San Diego, Nuestra Señora de la Consolación (Socorro) o La Vestida, Santa Ana, capilla mayor, Nuestra Señora de la Encarnación o Concepción, San Bernardino, San Buenaventura, San Benito de Palermo y Santa Clara, San Luis y San José o de las reliquias, Ecce Homo, Veracruz, Nuestra Señora de la Anunciación o la Preñada, San Blas, San Jacinto, Santiago y Tres Reyes Magos.: 225  En lo que respecta a la capilla donde la Inmaculada recibió culto inicialmente, trasladada junto con gran parte del crucero y reconstruida piedra a piedra en su actual ubicación, esta se encontraba en el ábside de la epístola y estaba dedicada a la Virgen Nuestra Señora. Con el objetivo de distinguirla de otras capillas bajo idéntica advocación dentro del templo, a lo largo de los siglos se la denominó con diferentes nombres: Nuestra Señora de la Consolación en los siglos xv y xvi, Nuestra Señora la Vestida en el siglo xvii, Nuestra Señora del Socorro en el siglo xviii y Concepción en el siglo xix. Hay constancia de que la capilla fue levantada en la primera mitad del siglo xiv en estilo gótico, conservando a día de hoy sus dos arcos: uno que la conecta con el crucero y otro, de menor tamaño, que la comunica con la capilla mayor, si bien este último fue parcialmente tapiado a finales del siglo xviii para instalar una sencilla puerta. El interior de la misma cuenta con tres vidrieras y seis paredes divididas por pilares con capiteles ornamentados con motivos vegetales, siendo los elementos más importantes los sepulcros de Gonzalo de Puga, dotador de la capilla en el siglo xvi, y su esposa Teresa de Novoa.: 240 
Por su parte, la sacristía, lugar al que por motivos desconocidos fue trasladada la imagen pocos años después de ser colocada en la capilla funeraria, esta se encontraba anexa a la capilla absidal del evangelio y fuera de la iglesia. Desaparecida tras la desamortización, se desconoce si estuvo emplazada en este lugar desde el inicio de la construcción del convento ya que la primera referencia documental sobre ella data de 1504 y tan solo se la menciona con el fin de ubicar la Capilla de San Bernardino: «syta en el dicho monesterio que esta saliendo de la Sant Xptanya pa el altar mayor a la mano derecha del altar mayor». Pese a que no se conserva ninguna descripción de la misma, unas fotografías tomadas en el siglo xix permiten conocer cómo estaba configurada al menos en lo que se refiere al exterior. El espacio en sí tenía planta cuadrada y mediana altura (inferior a la de la iglesia), y junto a él, en la cara sur, había otro edificio más pequeño que se podría corresponder con un oratorio mencionado en el inventario realizado con motivo de la desamortización. Su aspecto era posiblemente el resultado de diversas ampliaciones y reformas acometidas a lo largo de los siglos, si bien la estructura principal debió ser erigida a mediados del siglo xvii en estilo barroco.: 290 
En lo que atañe al cambio de ubicación, este pudo deberse bien a un deseo de la propia Inés o sus sucesores ya que no se sabe en qué fecha se produjo el traslado, o bien por voluntad de la comunidad franciscana. Los motivos pudieron ser un cambio por otra imagen, el deseo de los frailes de ornamentar la sacristía, o la necesidad de retirar la talla del culto a causa de su deterioro, algo no obstante poco probable dado que apenas contaba veinte años por aquel entonces. La hipótesis del cambio de la imagen de Juni por otra quedaría reforzada por el hecho de que la capilla estuviese dedicada al menos desde 1616 a Nuestra Señora la Vestida ya que la Inmaculada es de talla completa, lo que sugiere la posibilidad de que la imagen se cambiase por una talla de bastidor, aunque para 1606 aún se seguía denominando a la capilla como de «Nra. Sra.»,: 250  lo que sin embargo no impide que para ese entonces dicho cambio se hubiese efectuado. Así mismo, es posible que la obra de Juni constituyese el reemplazo de otra imagen mariana puesto que la capilla se encontraba bajo la advocación de la Virgen desde finales del siglo xv tal y como consta en el testamento del vecino de Orense Diego de Pazos, otorgado el 27 de noviembre de 1481: «[...] eno monisterio de Sant Francisco ante o altar de Santa Maria donde jasen meus padre e madre e yrmao».: 242 

## Descripción

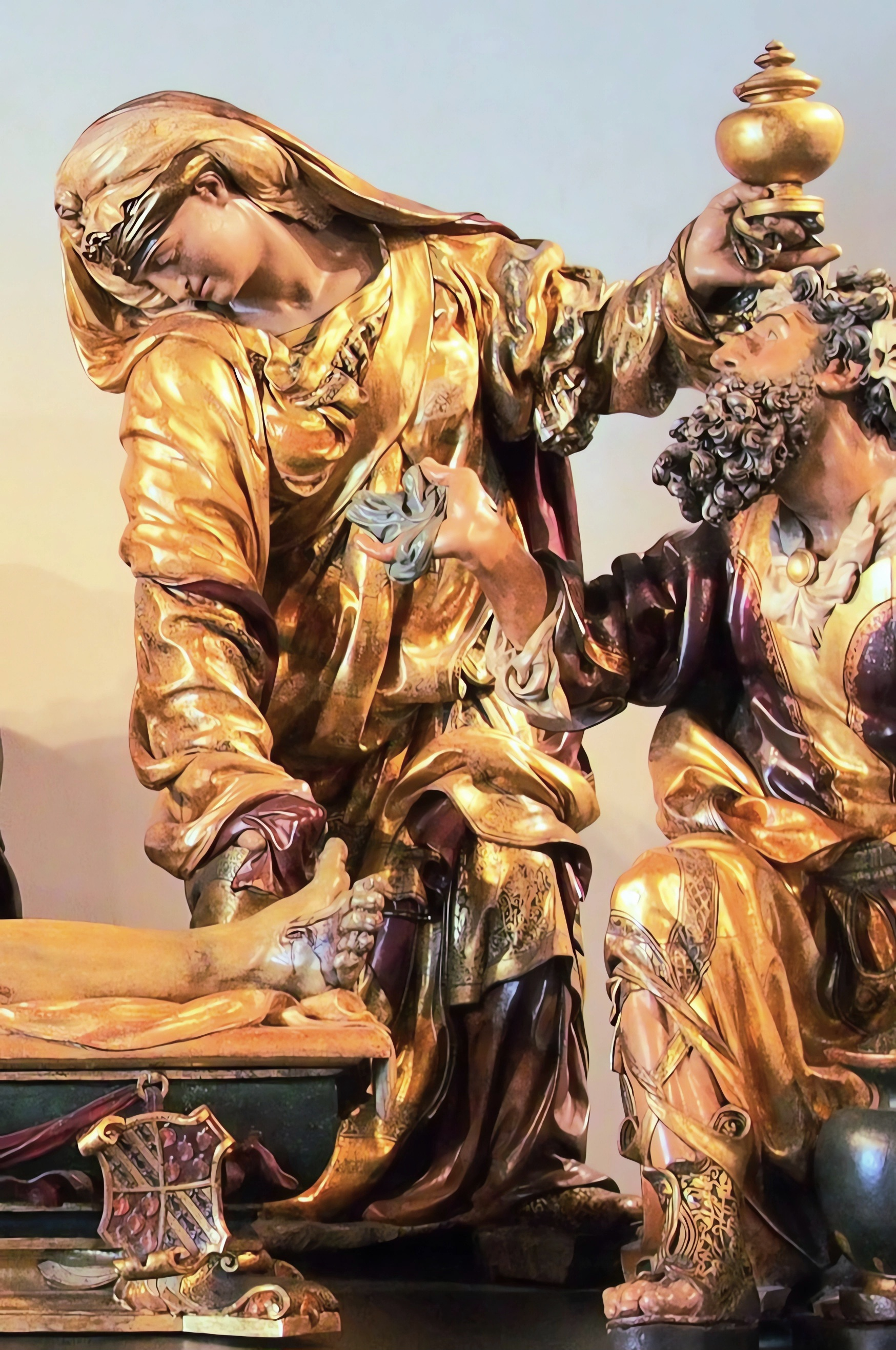
Talla de María Magdalena del grupo escultórico El entierro de Cristo (1541-1545), por Juan de Juni. Museo Nacional de Escultura.

La talla, con unas medidas de 127 × 50 × 37 cm y realizada en madera policromada y dorada, representa a la Virgen bajo la advocación de la Inmaculada Concepción. El rostro, de formas suaves, es redondeado y en él destacan unos ojos entornados y una boca pequeña de labios finos, todo ello enmarcado por una melena ondulada la cual reposa sobre los hombros y deja al descubierto la oreja izquierda. El brazo izquierdo está flexionado y en la mano sujeta un libro abierto, mientras que el brazo derecho, cortado a la altura del codo, sostenía con toda probabilidad un ramito de azucenas como signo tangible de su virginidad. La Virgen, cuya cabeza se halla ladeada y posada sobre un voluminoso cuello, luce una toca anudada a la altura de las clavículas, donde se aprecia una joya circular, elemento típico en la obra de Juni. Viste túnica y manto dotados de gruesos pliegues arqueados, rasgo característico de la última etapa del escultor; estos pliegues se acentúan gracias a la marcada torsión del cuerpo, estando la cabeza inclinada hacia la izquierda y la pierna derecha flexionada y en dirección opuesta, apoyada en un escabel conformado por una media luna y una serpiente enroscada, todo muy mutilado. La parte posterior, aunque escasamente trabajada, evidencia que la talla constituye una imagen de bulto redondo, embellecida por el dorado y unas carnaciones mate que aportan gran naturalidad a la pieza, cuyos volúmenes recuerdan a Miguel Ángel, estando toda ella caracterizada por un movimiento helicoidal. Pese a las importantes mutilaciones que presenta la obra, consistentes en grietas, desconchados y partes faltantes, se puede apreciar que a nivel iconográfico la imagen se corresponde con el canon impuesto por Juni en la Inmaculada del retablo mayor de la Catedral de Valladolid, en la Purísima de la Iglesia de El Salvador de Arévalo, y en la Inmaculada de la Capilla de los Benavente en la Iglesia de Santa María de Mediavilla (considerada la mejor talla concepcionista de Juni),: 22  siendo la torsión del cuerpo y los pliegues de los paños muy semejantes a los de la imagen de María Magdalena del grupo escultórico El entierro de Cristo, conservado en el Museo Nacional de Escultura.

## Legado
La Inmaculada está considerada como una de las joyas de la colección del Museo Arqueológico Provincial. Así mismo, destaca en el catálogo de Juni por ser, junto con la Virgen de la Esperanza, la obra que introdujo el manierismo en Galicia, siendo ambas las únicas esculturas del maestro conservadas en tierras gallegas.: 68  Sumado a lo anterior, la talla se erige como una obra de gran valor histórico al ser uno de los pocos bienes del convento franciscano que lograron sobrevivir a la desamortización, hallándose entre estas piezas una talla de San Diego de Alcalá, obra realizada probablemente por Juan de Angés el Mozo ubicada también en el Museo Arqueológico Provincial; una imagen de San Buenaventura, obra de Juan de Acosta ubicada en el Museo Catedralicio; parte del retablo del Santo Cristo de la Esperanza, custodiado en la Iglesia de Santa Eufemia; y dos imágenes de Moure: San Cipriano y la Virgen de la Concepción, conservadas ambas en el Museo Catedralicio,: 58  si bien existen dudas sobre la autoría y procedencia de la talla mariana. La Inmaculada, última obra documentada de Juni, tiene actualmente el honor de formar parte de la muestra temporal de la sala de exposiciones de San Francisco, titulada Escolma de Escultura y celebrada desde mayo de 2006 con motivo del cierre del museo arqueológico en 2002 para su reforma, habiendo participado en 1977 en la exposición Juan de Juni y su época, celebrada en Valladolid y Madrid con motivo del cuarto centenario de la muerte del escultor;: 259  y en Hospitalitas, XXVII edición de Las Edades del Hombre, celebrada en Santiago de Compostela (Galicia) y Villafranca del Bierzo (León) en 2024.